# Il secondo libro della giungla
Il secondo libro della giungla (The Second Jungle Book) è una raccolta di racconti di Rudyard Kipling pubblicata nel 1895, seguito della raccolta precedente Il libro della giungla.
Contiene cinque racconti su Mowgli e altri tre non legati tra loro, tutti ambientati in India (tranne uno), molti dei quali furono scritti da Kipling mentre viveva nel Vermont. Tutte le storie erano state pubblicate precedentemente su giornali e riviste nel 1894-1895, spesso con titoli diversi.
La scena sulla copertina della prima edizione del libro, che raffigura il cobra bianco dal racconto L'ankus del re, è basata su un disegno di John Lockwood Kipling (padre dell'autore).

## Libro

### Capitoli
Il libro è organizzato con una storia in ogni capitolo. Ogni storia è seguita da un poema che funge da epigramma.

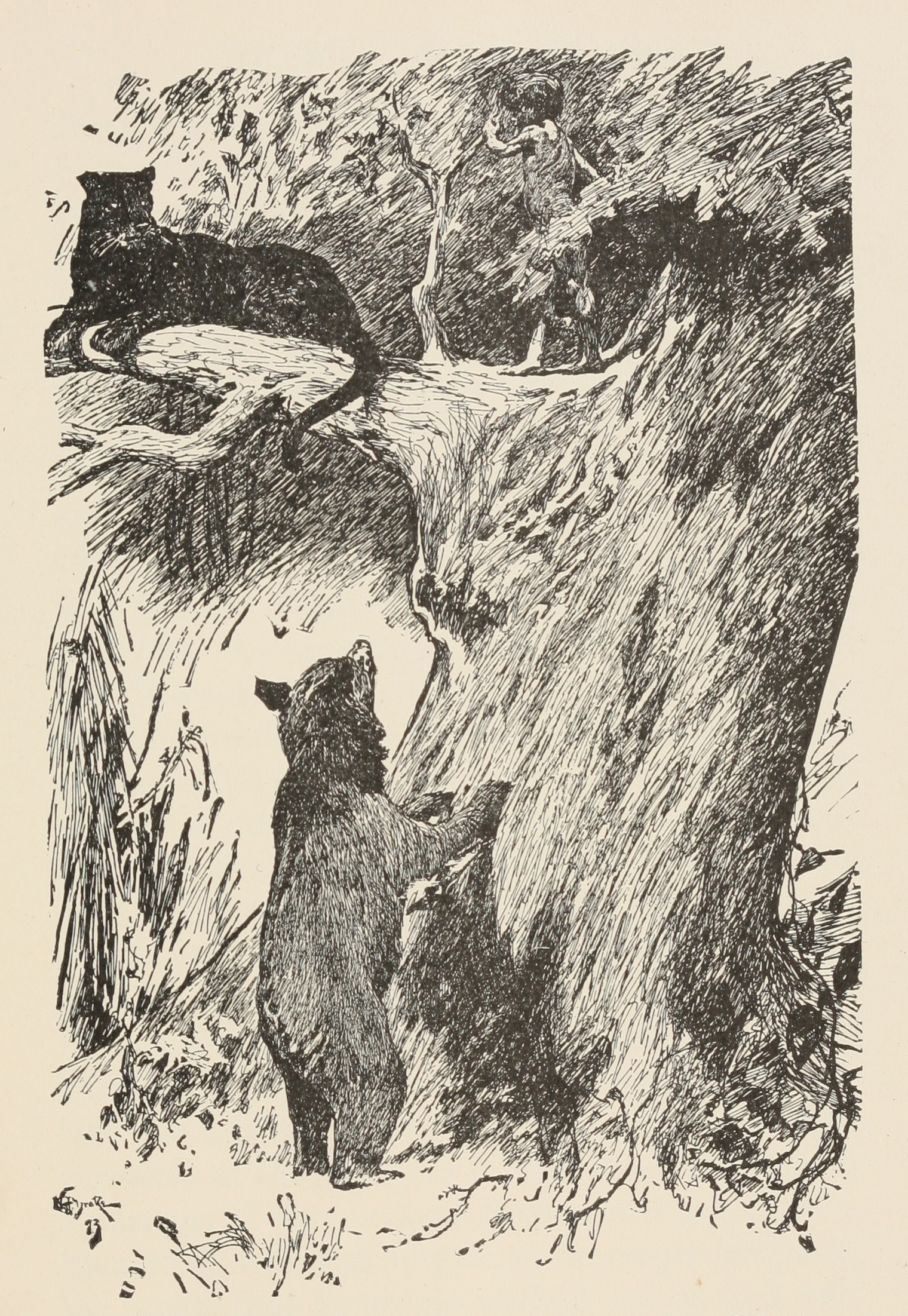
Illustrazione ritraenti Baloo, Bagheera e Mowgli

| Titolo                      | Trama | Poema epigrammatico                    |
| --------------------------- | --- | -------------------------------------- |
| Come venne la paura         | Questa storia ha luogo prima che Mowgli combattesse Shere Khan. Durante una siccità, Mowgli e gli animali si radunano sul fiume Wainganga per una tregua dell'acqua "dove l'esibizione della roccia della pace di colore blu impedisce a chiunque di cacciare sulle sue sponde del fiume. Dopo che Shere Khan è stato scacciato per aver profanato la roccia della pace, Hathi l'elefante racconta a Mowgli la storia di come la prima tigre abbia avuto le sue strisce quando la paura è arrivata nella giungla. | La legge della giungla                 |
| Il miracolo di Purun Bhagat | Un influente politico indiano abbandona i suoi beni terreni per diventare un santo asceta. In seguito, deve salvare un villaggio da una frana con l'aiuto degli animali locali con cui ha stretto amicizia. | Il canto di Kabir                      |
| La rivincita della giungla  | Mowgli è stato cacciato dal villaggio degli uomini per stregoneria, e gli abitanti superstiziosi si stanno preparando ad uccidere i suoi genitori adottivi, Messua e il suo innominato marito. Mowgli li salva e poi si prepara a vendicarsi. | La canzone di Mowgli contro gli uomini |
| I becchini                  | Un coccodrillo, uno sciacallo e un marabù, tre dei personaggi più sgradevoli del fiume, passano un pomeriggio a litigare tra di loro fino a quando alcuni inglesi arrivano per sistemare alcuni affari incompiuti con il coccodrillo. | La canzone dell'onda                   |
| L'ankus del re              | Mowgli scopre un oggetto prezioso sotto le tane fredde, che poi disfara in modo noncurante, senza rendersi conto che gli uomini si uccideranno a vicenda per possederlo. | La canzone del piccolo cacciatore      |
| Quiquern                    | Un ragazzo e una ragazza adolescenti inuit attraversano il ghiaccio artico in una disperata ricerca di cibo per salvare la loro tribù dalla fame, guidati dal misterioso spirito animale Quiquern. Tuttavia, Quiquern non è quello che sembra. | An-gutivaun Tai-na                     |
| I cani rossi                | Il branco di lupi di Mowgli è minacciato da un branco di dhole furibondi. Mowgli chiede a Kaa il pitone di aiutarlo a formulare un piano per sconfiggerli. | La canzone di Chil                     |
| La corsa di primavera       | Mowgli, che ora ha quasi diciassette anni, sta diventando irrequieto per ragioni che non riesce a capire. In una corsa senza meta attraverso la giungla, si imbatte nel villaggio dove la sua madre adottiva, Messua, vive con il figlio di due anni ed è combattuto tra stare con lei e tornare nella giungla. | La canzone della partenza              |

## Personaggi
- Akela: un lupo grigio indiano, capobranco del popolo libero.
- Babbo Lupo: il padre lupo che ha allevato Mowgli come suo cucciolo.
- Bagheera: una pantera nera.
- Baloo: un orso.
- Buldeo: un cacciatore.
- Dhole: un branco di cuon alpini.
- Fratel Bigio: uno dei cuccioli di Mamma e Babbo Lupo. In una successiva storia di Mowgli scritta da Kipling intitolata "Nel Rukh", Fratel Bigio è raffigurato ancora vivo anche dopo che Mowgli è cresciuto, a sorvegliare il suo bambino.
- Hathi: un elefante indiano.
- Ikki: un istrice dalla coda bianca.
- Jacala: un coccodrillo palustre.
- Kaa: un pitone delle rocce indiano.
- Ko: una cornacchia.
- Mowgli: il personaggio principale, il giovane ragazzo della giungla.
- Raksha: la Mamma Lupa che ha allevato Mowgli come un suo cucciolo.
- Shere Khan: una tigre reale del Bengala.

## Opere derivate
- The Third Jungle Book, libro di Pamela Jekel del 1992, composto da nuove storie di Mowgli, in una imitazione dello stile di Kipling.
- The Second Jungle Book: Mowgli & Baloo, film del 1997 con Jamie Williams nei panni di Mowgli, ma la storia del film ha poco o nessun legame con le storie de Il secondo libro della giungla di Rudyard Kipling.

## Edizioni
- The second jungle book; with decorations by J. Lockwood Kipling, London and New York: MacMillan, 1895, 240 p.
- The second jungle book; with decorations by J. Lockwood Kipling, London: MacMillan, 1899, 299 p.
- Il libro della giungla; i racconti della giungla; the jungle book; the second jungle book; prima traduzione integrale originale italiana di Angelica Pasolini Rasponi; versi tradotti da Eugenio Cecconi; illustrazioni in nero e a colori di Luigi Tigliatto, Torino: A. Viglongo e C., 1903
- Il secondo libro della giungla; traduzione di Alessandro Chiavolini, Milano: Casa Ed. Sonzogno, 1922
- Il secondo libro della giungla; unica traduzione integrale condotta sull'edizione originale inglese del MacMillan a cura di Umberto Pittola, Milano: Corticelli, 1929
- Il secondo libro della giungla: (Il figlio dell'uomo); nuova traduzione diretta ed integrale di Mario Benzi, Milano: Bietti Edit. Tip., 1930
- Libro della giungla. Primo e secondo; traduzione integrale dall'inglese di Gian Dàuli, Sesto San Giovanni: A. Barion della Casa per edizioni popolari, stampa 1932
- Il secondo libro della giungla; traduzione di Giuliana Pozzo Galeazzi, Coll. Biblioteca universale Rizzoli 235-236, Milano: Rizzoli, 1951
- Il secondo libro della giungla; traduzione dall'inglese di Cremonte, Milano: Ed. Carroccio, 1951
- Storie per tutti: Il libro della giungla, Il secondo libro della giungla, Storie proprio così, Puck delle colline, Storie e leggende; traduzioni di U. Pittola, A. M. Clerici Bagozzi, L. Castelnuovo; a cura di Vitantonio Giangaspero, Collezione I grandi scrittori di ogni paese. Opere narrative di Rudyard Kipling 4, Milano: Mursia: APE Corticelli, 1959
- Il secondo libro della giungla: romanzo per ragazzi; Versione di G. Cattaneo; illustrazioni di G. Gilardi, Collezione Classici della gioventù 16, Milano: Boschi, stampa 1961
- Il secondo libro della giungla; traduzione di Roberto Pasini; tavole di Aldo Ripamonti, Collezione I birilli, Milano: Aemmezeta, 1989, ISBN 88-410-0302-2
- Il secondo libro della giungla; traduzione di Maria Luisa Agosti; introduzione di Enrica Zaira Merlo, Cinisello Balsamo: Edizioni Paoline, 1990, ISBN 88-215-1968-6
- Il libro della giungla e Il secondo libro della giungla; a cura di Lidia Conetti, Collezione Oscar classici 275, Milano: A. Mondadori, 1994, ISBN 88-04-38049-7
- Le storie di Mowgli: da Il libro della giungla e Il secondo libro della giungla; traduzione di Fausto Catani, Roma: Fiordaliso, 1996, ISBN 88-8054-706-2